# Mistrovství světa v biatlonu 2012 – smíšená štafeta
Smíšená štafeta na Mistrovství světa v biatlonu 2012 se konala ve čtvrtek 1. března v lyžařském středisku Chiemgau Arena jako první závod šampionátu. Zahájení smíšené štafety proběhlo v 15:30 hodin středoevropského času. Závodu se zúčastnilo celkem 27 štafet.
Obhájcem titulu byl tým Norska. Vedoucím disciplíny ve světovém poháru byl tým Francie.

## Výsledky
| Pořadí | Č. | Stát                                                                                      | Čas                                       | Střelba (L+S)                           | Ztráta   |
| --- | -- | ----------------------------------------------------------------------------------------- | ----------------------------------------- | --------------------------------------- | -------- |
| Zlatá medaile | 20 | Norsko Tora Bergerová Synnøve Solemdalová Ole Einar Bjørndalen Emil Hegle Svendsen        | 1:12:29,3 16:29,1 17:42,8 19:38,5 18:38,9 | 0+3 0+7 0+0 0+0 0+1 0+3 0+2 0+2 0+0 0+2 | —        |
| Stříbrná medaile | 19 | Slovinsko Andreja Maliová Teja Gregorinová Klemen Bauer Jakov Fak                         | 1:12:49,5 18:04,2 16:58,1 19:04,4 18:42,8 | 0+5 0+2 0+1 0+0 0+3 0+2 0+0 0+0         | +20,2    |
| Bronzová medaile | 4  | Německo Andrea Henkelová Magdalena Neunerová Andreas Birnbacher Arnd Peiffer              | 1:13:02,1 17:43,8 16:46,6 18:37,6 19:54,1 | 0+4 1+6 0+2 0+1 0+1 0+2 0+0 0+0 0+1 1+3 | +32,8    |
| 4. | 7  | Švédsko Anna Maria Nilssonová Helena Ekholmová Björn Ferry Fredrik Lindström              | 1:13:29,3 18:26,3 16:36,7 19:20,1 19:06,2 | 0+4 0+5 0+1 0+2 0+0 0+0 0+2 0+1 0+1 0+2 | +1:00,0  |
| 5. | 2  | Rusko Olga Viluchinová Olga Zajcevová Dmitrij Malyško Anton Šipulin                       | 1:13:57,0 17:51,2 17:11,2 19:16,5 19:38,1 | 0+2 0+3 0+0 0+0 0+0 0+2 0+1 0+1 0+1 0+0 | +1:27,7  |
| 6. | 10 | Bělorusko Naděžda Skardinová Darja Domračevová Sergej Novikov Evgeny Abramenko            | 1:14:22,2 18:04,6 17:03,5 19:15,3 19:58,8 | 0+3 0+4 0+0 0+1 0+2 0+2 0+0 0+0 0+1 0+1 | +1:52,9  |
| 7. | 6  | Slovensko Jana Gereková Anastasia Kuzminová Matej Kazár Dušan Šimočko                     | 1:14:25,6 17:32,7 17:24,0 19:47,5 19:41,4 | 0+6 0+4 0+0 0+2 0+2 0+1 0+3 0+1 0+1 0+0 | +1:56,3  |
| 8. | 5  | Česko Veronika Vítková Barbora Tomešová Ondřej Moravec Michal Šlesingr                    | 1:14:25,7 17:38,7 17:47,4 19:44,9 19:14,7 | 0+8 0+6 0+2 0+1 0+2 0+0 0+3 0+3 0+1 0+2 | +1:56,4  |
| 9. | 8  | Itálie Michela Ponzaová Katja Hallerová Markus Windisch Lukas Hofer                       | 1:14:26,4 17:58,0 17:54,5 19:45,4 18:48,5 | 0+6 0+2 0+1 0+0 0+3 0+2 0+1 0+0         | +1:57,1  |
| 10. | 22 | Švýcarsko Elisa Gasparinová Selina Gasparinová Benjamin Weger Simon Hallenbarter          | 1:14:54,9 18:15,9 17:39,3 19:42,6 19:17,1 | 0+6 0+5 0+1 0+1 0+1 0+2 0+2 0+2 0+2 0+0 | +2:25,6  |
| 11. | 1  | Francie (r) Marie-Laure Brunetová Marie Dorinová Habertová Simon Fourcade Martin Fourcade | 1:15:06,9 17:22,2 17:01,0 21:15,9 19:27,8 | 0+5 1+7 0+0 0+1 0+0 0+0 0+3 1+3 0+2 0+3 | +2:37,6  |
| 12. | 9  | USA Sara Studebakerová Susan Dunkleeová Tim Burke Lowell Bailey                           | 1:15:08,7 19:00,2 17:30,4 19:25,6 19:12,5 | 0+2 1+7 0+0 1+3 0+1 0+2 0+0 0+0         | +2:39,4  |
| 13. | 13 | Polsko Krystyna Pałková Weronika Nowakowská-Ziemniaková Tomasz Sikora Krzysztof Plywaczyk | 1:15:19,6 18:04,2 17:46,2 19:35,4 19:53,8 | 0+0 0+6 0+0 0+3 0+0 0+2 0+0 0+0 0+0 0+1 | +2:50,3  |
| 14. | 3  | Ukrajina Natalya Burdygaová Vita Semerenková Andrij Deryzemlja Serhij Semenov             | 1:15:45,8 18:04,1 18:22,1 19:34,5 19:45,1 | 1+8 0+4 0+1 0+1 1+3 0+0 0+2 0+1 0+2 0+2 | +03:16,5 |
| 15. | 14 | Estonsko Kadri Lehtlaová Eveli Saueová Indrek Tobreluts Roland Lessing                    | 1:16:10,6 18:04,5 18:26,8 20:16,7 19:22,6 | 0+2 2+7 0+1 0+2 0+0 2+3 0+0 0+0         | +3:41,3  |
| 16. | 11 | Finsko Kaisa Mäkäräinenová Mari Laukkanenová Ahti Toivanen Jarkko Kauppinen               | 1:16:31,8 17:38,5 18:50,1 19:25,8 20:37,4 | 1+5 1+8 0+2 0+2 1+3 0+2 0+0 0+1 0+0 1+3 | +4:02,5  |
| 17. | 15 | Japonsko Fujuko Suzuki Icuka Owada Kazuja Inomata Džundži Nagai                           | 1:16:52,4 18:22,5 18:21,8 20:11,7 19:56,4 | 0+7 0+3 0+1 0+3 0+3 0+0 0+2 0+0 0+1 0+0 | +4:23,1  |
| 18. | 18 | Kanada Megan Imrieová Zina Kocherová Jean-Philippe Leguellec Nathan Smith                 | 1:17:35,8 18:57,4 19:35,3 19:20,0 19:43,1 | 0+4 3+8 0+2 0+2 0+0 3+3 0+0 0+1 0+2 0+2 | +5:06,5  |
| 19. | 24 | Rumunsko Éva Tófalviová Luminita Piscoranová Stefan Gavrila Laurentiu Vamanu              | 1:18:32,4 17:45,0 18:00,7 21:09,7 21:37,0 | 0+3 1+8 0+0 0+1 0+0 0+2 0+2 1+3 0+1 0+2 | +6:03,1  |
| 20. | 23 | Kazachstán Darya Usanovová Elena Khrustalevová Yan Savitskiy Alexsandr Chervyhkov         | 1:18:36,1 19:15,0 18:25,6 19:51,1 21:04,4 | 0+8 0+6 0+3 0+1 0+0 0+0 0+2 0+2 0+3 0+3 | +6:06,8  |
| 21. | 21 | Rakousko Iris Waldhuber Ramona Düringer Friedrich Pinter Christoph Sumann                 | 1:23:38,1 24:47,6 19:14,9 20:15,9 19:19,7 | 1+5 0+4 0+0 0+1 0+2 0+1 0+3 0+2 1+0 0+0 | +11:08,8 |
| 22. | 12 | Bulharsko Emilia Yordanova Nina Klenovska Krasimir Anev Michail Kletcherov                | LAP 20:09,1 18:47,8 20:33,6               | 1+5 1+8 1+3 0+3 0+2 0+0 0+0 1+3 0+0 0+2 | +99:99,8 |
| 23. | 26 | Lotyšsko Žanna Juškāne Baiba Bendika Artūrs Koļesņikovs Rolands Pužulis                   | LAP 19:37,7 19:48,8 20:45,5               | 0+3 0+5 0+1 0+3 0+1 0+0 0+1 0+2 0+0 0+0 | +99:99,8 |
| 24. | 25 | Spojené království Amanda Lightfootová Adele Walkerová Lee-Steve Jackson Pete Beyer       | LAP 18:43,8 20:30,2 20:47,8               | 0+8 2+11 0+1 0+2 0+3 2+3 0+2 0+3        | +99:99,8 |
| 25. | 16 | Litva Natalija Kocerginová Aliona Sabaliauskieneová Tomas Kaukenas Karolis Zlatkauskas    | LAP 20:22,8 21:06,5 19:57,7               | 1+7 0+6 1+3 0+3 0+2 0+0 0+1 0+1 0+1 0+2 | +99:99,8 |
| 26. | 17 | Čína Tang Jialin Song Chaoqing Ren Long Chen Haibin                                       | LAP 19:58,9 20:30,2 22:18,9               | 4+8 1+4 0+1 1+3 2+3 0+0 0+1 0+1         | +99:99,8 |
| 27. | 27 | Jižní Korea Kim Seon-Su Mun Ji-Hee Jun Je-Uk Lee In-Bok                                   | DNF 19:51,5                               | 0+3 0+1                                 | +99:99,9 |
| Č. – startovní číslo týmu, r – vedoucí tým disciplíny ve světovém poháru, LAP – tým byl předběhnut o kolo, DNF – tým nedojel do cíle. |    |                                                                                           |                                           |                                         |          |